# Поліщук Роман Володимирович
Рома́н Володи́мирович Поліщу́к (25 червня 1978, Черкаси) — колишній український футболіст, захисник.

## Біографія
Народився у м. Черкаси. Батько — Володимир Поліщук, відомий філолог та громадський діяч. 
Вихованець ДЮСШ «Дніпро-80» (Черкаси). Перший тренер — В. В. Вернигора. Вищу освіту отримав у Черкаському національному університеті ім. Б. Хмельницького за спеціальністю «Фізичне виховання».
У професійному футболі почав грати за першолігові «Черкаси», в яких довгий час не міг заграти в основному складі через що виступав за молодіжні та другі команди клубу, а протягом всього 1999 року виступав на правах оренди за «Кремінь».
Влітку 2001 року «Черкаси» вилетіли з першої ліги, і через півроку Поліщук покинув команду, перейшовши в першоліговий «Чорноморець», якому в тому ж сезоні допоміг здобути друге місце і повернутися до Вищої ліги. У елітному дивізіоні Поліщук дебютував 17 липня 2002 року в домашній грі проти «Оболоні» (0-2).
Проте в складі «моряків» у Вищій лізі Поліщук заграти не зумів: зігравши за півроку лише 9 матчів у чемпіонаті, в зимову перерву він був відправлений в дубль, де й дограв сезон, після чого виступав на правах оренди за «Миколаїв» та «Черкаси».
Протягом 2004 року виступав за сумську «Спартак-Горобину», після чого на початку 2005 року перейшов в «Нафтовик-Укрнафта», але довго там не затримався і в квітні того ж року знову став гравцем рідних «Черкас», які змінили назву на «Дніпро». В складі рідного клубу тривалий час був капітаном і основним пенальтистом, виступаючи у Перші та Другій лігах до кінця 2008 року.
На початку 2009 року став гравцем кіровоградської «Зірки», у складі якої непогано продовжив свою кар'єру. Проте потім у Поліщука розпочалися травми, які раз за разом не дозволяли футболістові набрати оптимальну фізичну форму. Як тільки Роман остаточно відновився, то відразу в трьох іграх забив два м'ячі. Але в матчі з «Кримтеплицею» в вересні 2009 року «порвав» ахілл і знову на два з половиною місяці «вилетів» з гри, при тому, що в кінці року контракт із «Зіркою» у Поліщука закінчувався. В такій ситуації співпрацю з гравцем не схотіли продовжувати. Тоді ж, у кінці 2009 року через травми футболіст завершив професійну кар'єру.
Після того виступав за аматорський клуб «Зоря» (Білозір'я).
На даний час викладач фізичної культури в Черкаському національному університеті ім. Богдана Хмельницького